# Noémi Tóth
Noémi Tóth, född 7 juni 1976 i Szentes, Ungern är en Ungernfödd italiensk vattenpolospelare. 
Tóth ingick i Italiens landslag vid världsmästerskapen i simsport 2003 och olympiska sommarspelen 2004. Tidigare representerade hon Ungern.
Tóth tog OS-guld i damernas vattenpoloturnering i samband med de olympiska vattenpolotävlingarna 2004 i Aten. Hennes målsaldo i turneringen var ett mål. För Ungern tog hon VM-guld 1994.